# Watch1505
Карманные часы 1505 года (также именуемые PHN1505, Часы-помандер 1505 г. или Нюрнбергское яйцо) — старейшие карманные часы в мире. Часы были созданы немецким изобретателем, мастером по замкам и часовщиком Петером Хенляйном из Нюрнберга в 1505 году, в период раннего Немецкого Возрождения. Они до сих пор работают. Часы представляют собой позолоченную латунную сферу в форме восточного помандера, и сочетают немецкую инженерную мысль и восточные мотивы. В 1987 году часы были найдены на блошином рынке антиквариата в Лондоне.

## История

### Нюрнберг

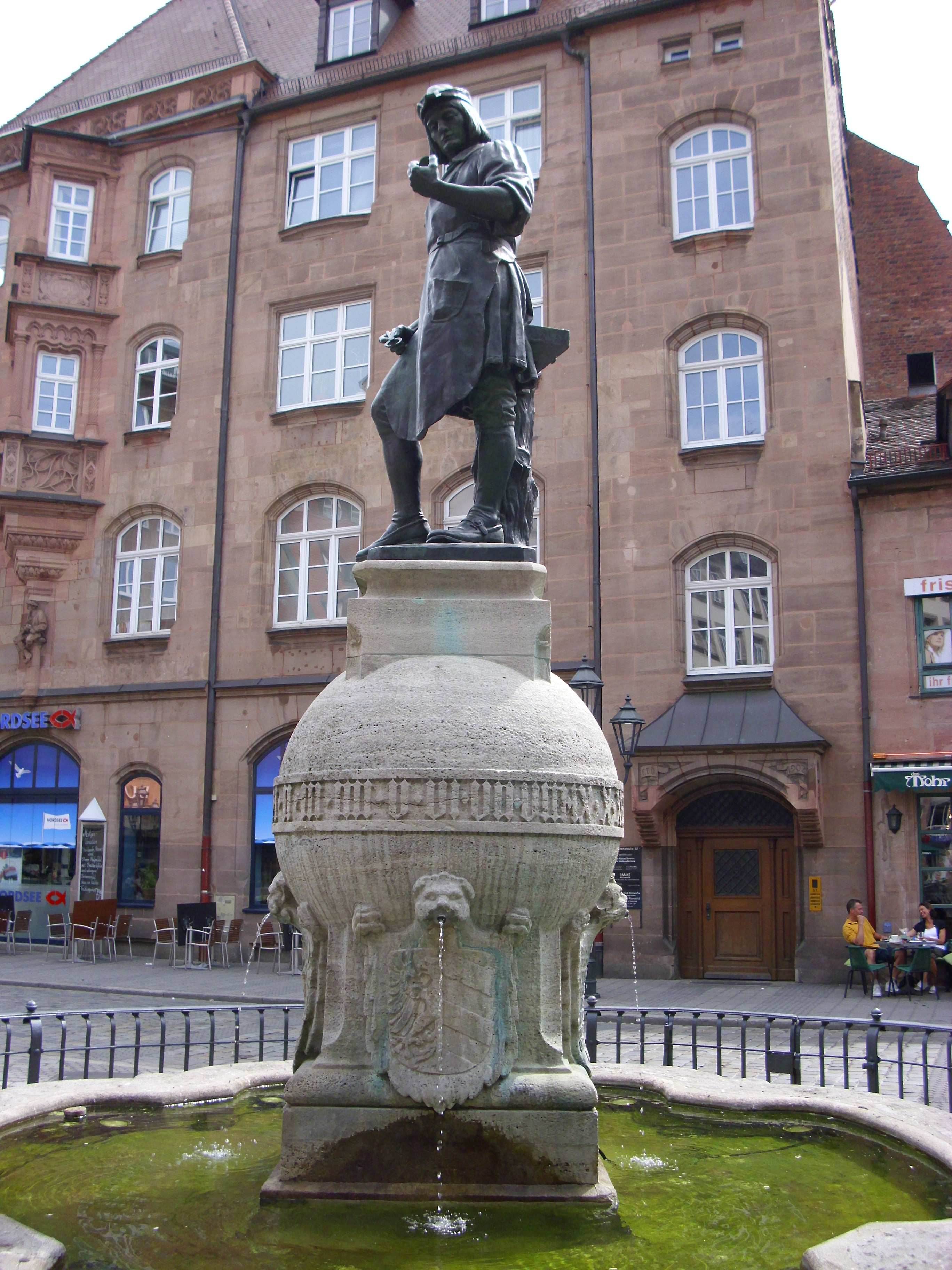
Фонтан Петера Хенляйна в Нюрнберге (1905 г.)

Время с 1470 по 1530 годы обычно считается периодом расцвета (Blütezeit) Нюрнберга. В этот период город стал центром ремесел, науки и гуманизма. Новый взгляд на мир в стиле Возрождения укрепился в Баварском городе. В Средние века Нюрнберг рос под властью Гогенштауфернов и князей Люксембургских, пока не стал одним из самых значительных городов Священной Римской империи. Одной из основных причин этого было то, что Нюрнберг являлся одним из двух торговых центров на пути между Италией и Северной Европой. Благодаря этому преимуществу, а также расцвету ремесел и торговли, город разбогател. Это богатство помогло в развитии политических, религиозных, художественных, культурных и технологических аспектов жизни, что сделало Нюрнберг одним из самых заметных центров культуры Возрождения на севере от Альп, а также центром гуманизма и Реформации.
Популярное высказывание о Духе Нюрнберга (Дух Открытий — Nürnberger Witz (a.)) того времени звучит так: Нюрнбергские шутки и прибаутки известны во всем мире. Еще одна известная поговорка времен Священной Римской Империи, которая прославляла европейские центры того времени, включая особую атмосферу Нюрнберга: «Если бы у меня была власть Венеции, красота Аугсбурга, остроумие Нюрнберга, оружие Страсбурга, и деньги Ульма, я был бы первым богачом мира»(b.).

### Изобретение карманных часов
Первые носимые часовые устройства, которые начали изготавливать в 16 веке в немецких городах Нюрнберг и Аугсбург, по размеру были чем-то средним между настольными и карманными часами. Носимые часы стали возможными после изобретения заводной пружины. Петер Хенляйн стал первым немецким мастером, который изготавливал изукрашенные часы, которые носились как подвески. Они стали первыми часовыми устройствами, которые можно было носить на теле. Его слава (как изобретателя карманных часов) основана на работе Иоганна Петер-Хенляйн-Брюннен (Нюрнберг), установленной в 1905 году(c.). С тех пор Хенляйн известен как изобретатель первых носимых часов. В начале 16 века, он стал первым, кто стал устанавливать небольшие механизмы в капсулу помандера с масляными эссенциями. В 1505 Петер Хенляйн из Нюрнберга создал носимые часы-помандер, первые портативные часы в мире(d.).
Производство этих часов стало возможным, прежде всего, благодаря невиданной ранее миниатюризации торсионного маятника и спиральной пружины, соединённых вместе в механическом устройстве Петером Хенляйном — для того времени технологический прорыв. Поэтому Часы 1505 являются первыми карманными часами.
Хенляйн создал Часы-помандер в период, когда он жил во Францисканском монастыре в Нюрнберге, где он знакомился с достижениями Востока, собранными за многие века. Так Хенляйн приобрел новые техники и инструменты, которые помогли ему создать первые часы в форме позолоченного помандера(e.).
За свою жизнь Хенляйн создал и другие подобные часы (например, барабанные часы Нюрнбергские яйца). Он также изготовил башенные часы для замка Лихтенау в 1541, и был известен как изготовитель сложных научных инструментов.

### Повторная находка
История повторного появления часов началась в 1987 году на блошином рынке антиквариата в Лондоне. Часы последовательно переходили от владельца к владельцу среди коллекционеров, которые не знали об их реальной стоимости, пока их не приобрёл в 2002 году последний владелец. Комитет исследовал часы в 2014 году и утвердил те два факта, что помандер и вправду датируется 1505 годом, и что он был подписан самим Хенляйном.

## Эстетика

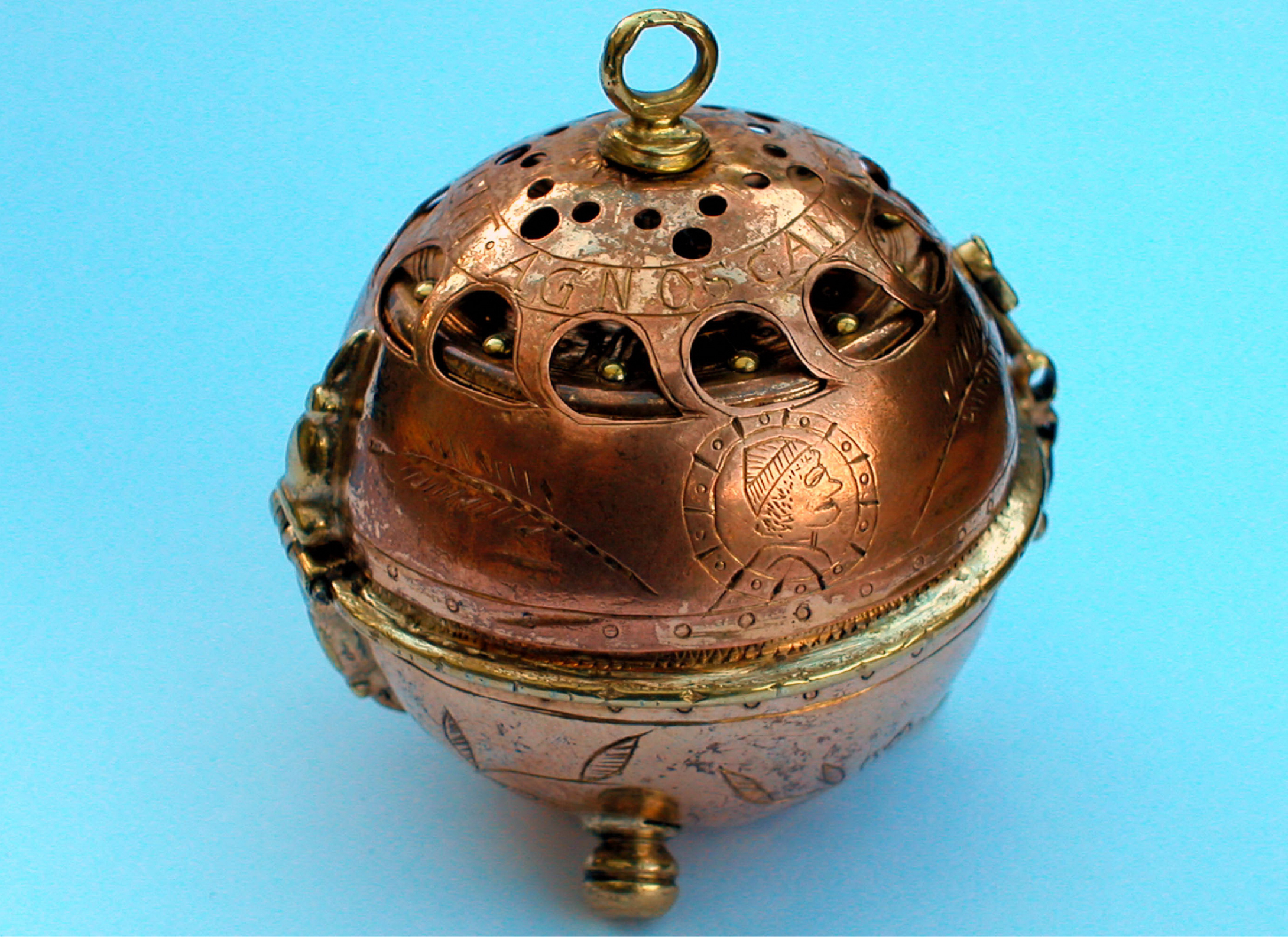
PHN — Часы 1505

Конструкция состоит из двух небольших полусфер, соединенных замочком-шарниром. Верхнюю часть помандера можно открыть, чтобы увидеть вторую — чуть меньшую полусферу под ней. Наверху этой внутренней сферы расположен циферблат. На верхней части циферблата нанесены римские цифры для первой половины дня, а на внешней стороне циферблата арабские цифры для второй половины дня. Это иллюстрирует переход к новой системе цифр, происходивший в этот момент истории.
На часах выгравированы крошечные изображения Нюрнберга начала 16 века, а именно замка Хенкертурм, построенного в 1320 году, который можно посетить и сегодня, или замок Вайнштадель, который тоже сохранился до наших дней. На часах имеются прочие гравировки — солнце, змеи и лавровые венки.

### Техническое описание
Корпус сделан из меди, позолоченной снаружи и посеребренной изнутри часов. За исключением восстановленной бронзовой ручки, механизм изготовлен целиком из железа. Точные размеры(f.):
- Диаметр корпуса: 4.15 см x 4.25 см (кольцо экватора 4.5 см) — вес 38.5 г.
- Диаметр механизма: 3.60 см x 3.55 см — вес 54.1 г.

Для завода механизма часов используется ключ. Часы 1505 имеют расчетный срок хода в 12 часов.

### Надписи
На корпусе часов гравировка старого Латинского флага и надпись: DVT ME FUGIENT AGNOSCAM R. Возможны два перевода:
- 1505 — Время бежит от меня (Хенляйна), но я (часы) покажу верное время года.
- 1505 — Мои часы будут бежать и показывать верное время.

Буквы MDV PHN выгравированы под исследованной частью серебряного покрытия и находятся внутри крышки под внешней поверхностью часов. Значение гравировки: 1505 Петер Хенляйн Нюрнберг. Крошечные буквы PH — часто менее половины миллиметра — находятся там и тут. Петер Хенляйн был мастером по замкам, не имел квалификации часовщика и не имел права официально подписывать свои часы.

### Символизм часов

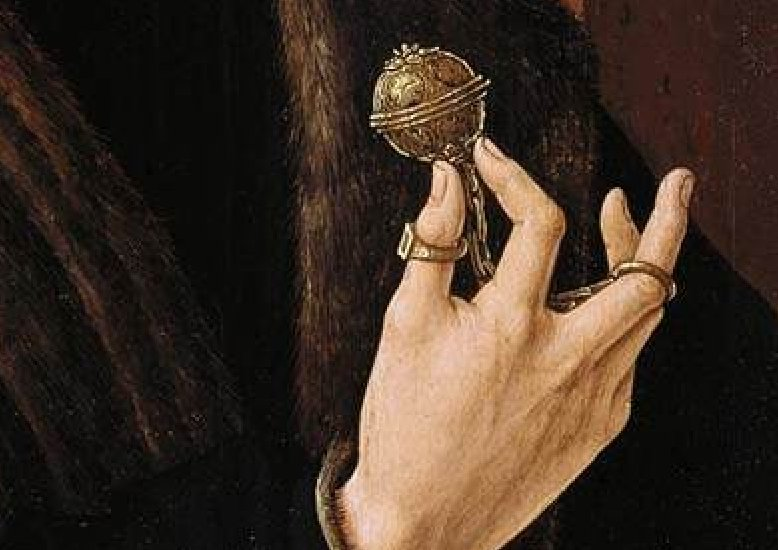
Ян Герритц ван Эгмонд ван де Диенборг — обрезанная картина Якоба Корнелиса. ван Оостсанен, 1518

Помандер (производное от французского pomme 'ambre, по-немецки Bisamapfel), также называется Riechapfel, был статусным символом Востока, и часто использовался для хранения впервые привезенных в Европу восточных ароматов. Это был ценный символический подарок при дипломатических встречах от ведущих личностей Востока для западных дипломатов. Считался обладающим лечебными и защитными свойствами. Например Якоб Корнелис ван Оостсанен написал в 1518 г. портрет Яна Герритц ван Эгмонд ван де Диенборг, избранного мэром Алькмаара в 1518, с помандером в руке. Форма помандера распространилась в Средние века с Востока по всей Европе. Сами часы могут служить символом культурного обмена между европейской механикой и восточными формами. Помандеры носили из-за низкого уровня гигиены в городах. Мускус, который помещали внутрь помандера, обладает дезинфицирующим и дезодорирующим эффектом.
Змей — один из древнейших мифологических символов цивилизации, восходящий еще к шумерам в Месопотамии. Змей, поедающий свой собственный хвост (Уроборос), является символом бесконечности вселенной и вечной жизни. Он также символизирует орбиту Солнца, дуализм, и древний египетский символ алхимии (Все Есть Одно).
Символ лавра, перешедший из римской культуры, символизирует победу. Он также связан с бессмертием, с ритуальным очищением, процветанием и здоровьем.
Солнце, изображенное на помандере, как источник энергии и света для жизни на земле, оно было центральным объектом в культуре и религии с давних времен. Ритуальное поклонение солнцу породило солнечных божеств в теистических традициях по всему миру, и солнечная символика появляется повсеместно. Помимо непосредственной связи со светом и теплом, солнце также важно для отсчета времени в качестве основного индикатора дня и года.

## Коммерческая стоимость
В документе 1524 года записано, что Хенляйну заплатили 15 флоринов за позолоченные часы-помандер (покупательную способность одного флорина в 2011 году оценивали от 140 до 1000 долларов США). По оценке журнала «AntiqueWeek» в мае 2014 года, стартовая цена для аукционов ориентировочно составляет 50-80 миллионов долларов.

## Исследования и подтверждение подлинности

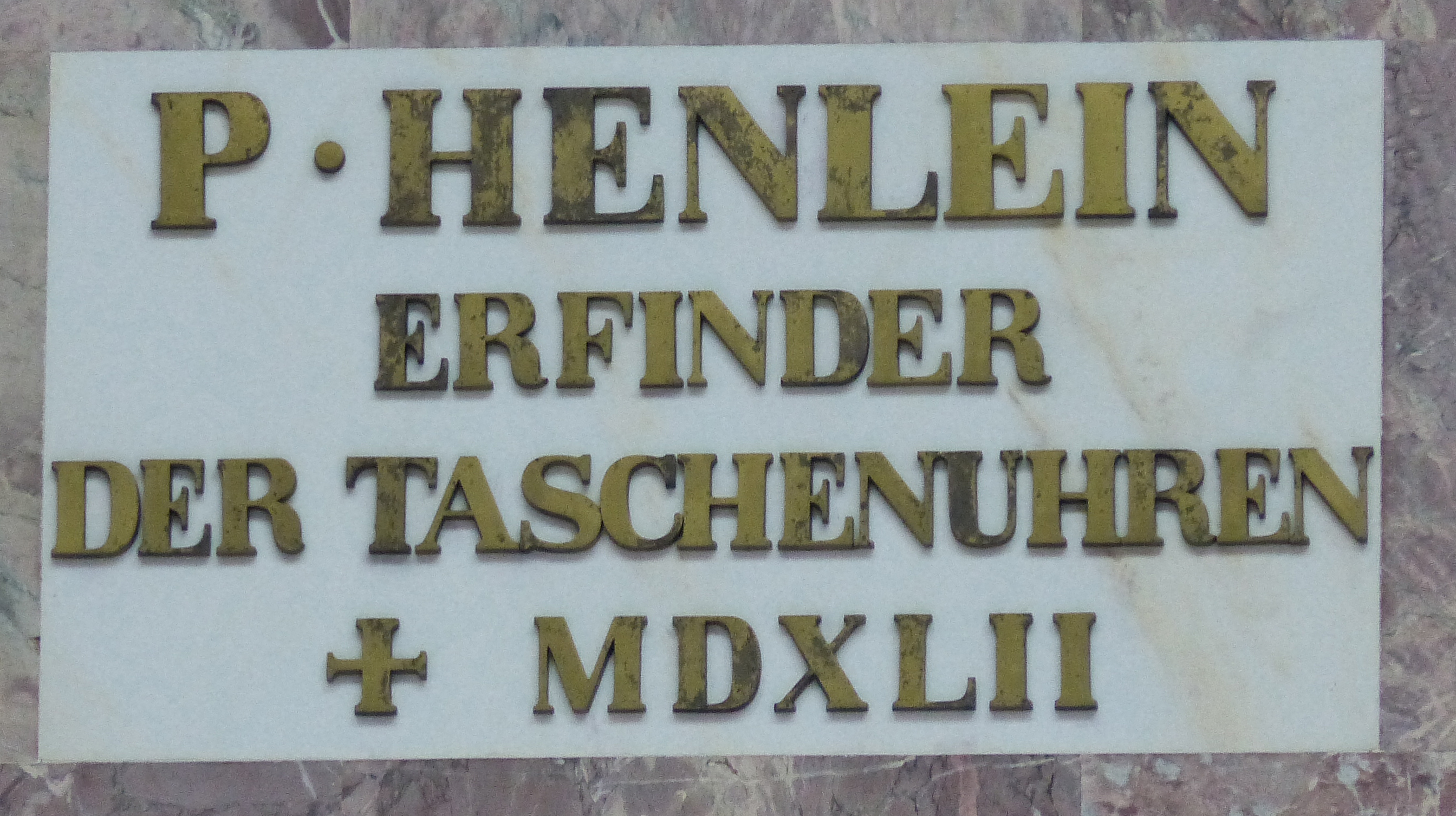
Петер Хенлейн — изобретатель часов — мемориал Вальхаллы

Было проведено несколько исследований (микро- и макрофотография и металлургическая экспертиза, а также трехмерная компьютерная томография) с целью доказать подлинность часов. Общий результат экспертизы заключается в том, что часы-помандер действительно были созданы Хенляйном в 1505 году.
Существует также доказательство даты изобретения, подтверждающее, что под слоем средневековой позолоты имеются гравировки. Изобретение отмечали на 400-й годовщине Ассоциации немецких часовщиков в 1905 году. По этому случаю в Нюрнберге был построен памятник-фонтан, посвящённый Петеру Хенляйну.
Также Иоганн Нойдёрферс написал в 1547 году, что Хенляйн изобрел часы-помандер (die bisam Köpf zu machen erfunden).

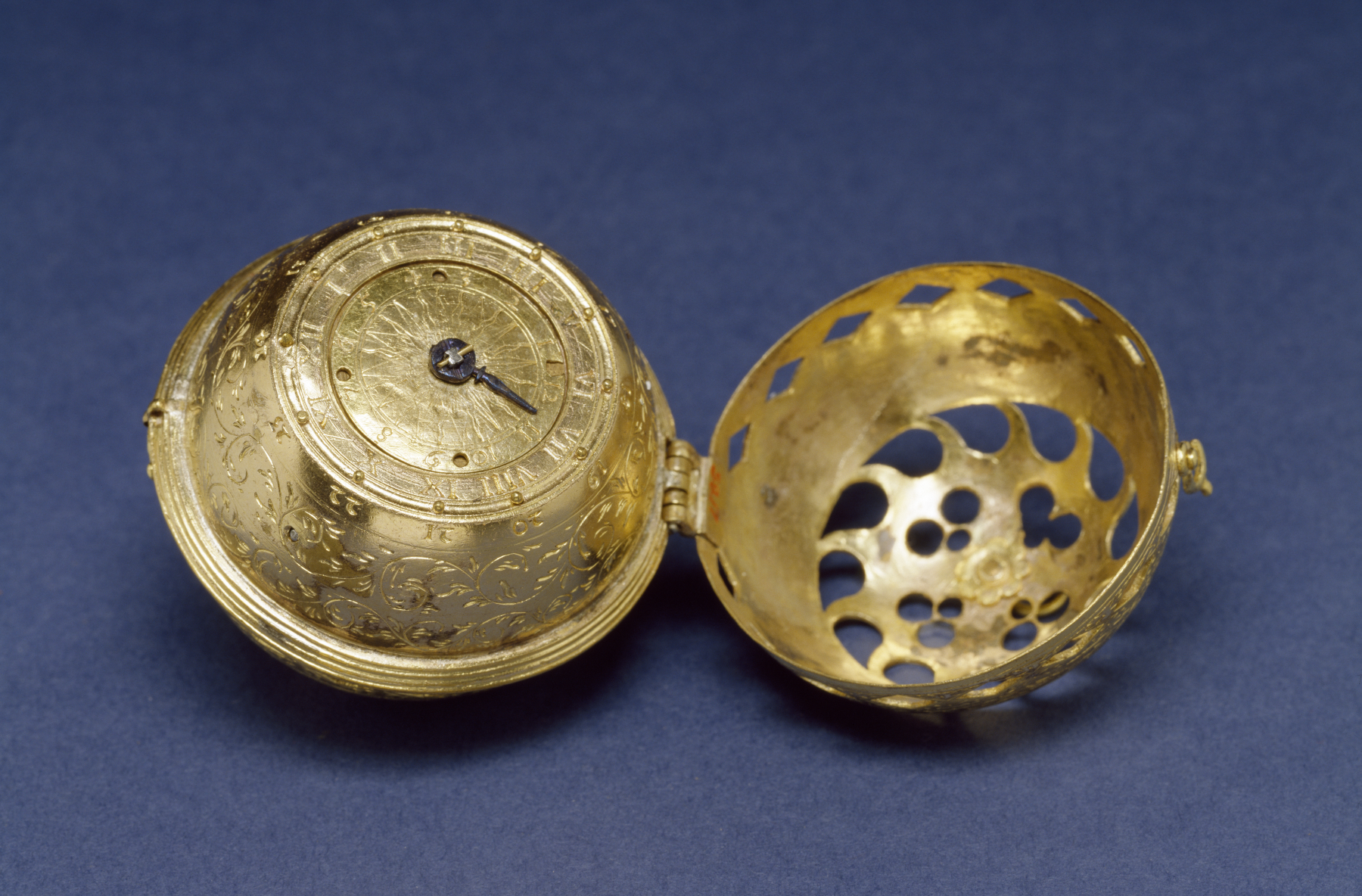
Аутентичные часы-помандер (датированные 1530 годом) могли быть созданы Петером Хенлейном. Когда-то они принадлежал Филиппу Меланхтону, а сейчас находится в Художественном музее Уолтерса, Балтимор.

Петер Хенляйн отмечен как изобретатель носимых часов в Вальхалле в Донастауфе(g.), являющейся памятником «политикам, государям, ученым и художникам Германского народа».

## Другие часы-помандеры, изготовленные Петером Хенляйном
Сегодня в мире сохранились только два экземпляра часов-помандер. Одни от 1505 года находятся в частной собственности, а часы-помандер Меланхтона (1530) принадлежат Художественному музею Уолтерса в Балтиморе. Скорее всего, это был подарок города Нюрнберга нюрнбергскому реформатору Филиппу Меланхтону, и Петеру Хенляйну было поручено создать эти персональные часы. Также в Вуппертальском часовом музее можно увидеть пустой корпус часов-помандер.
Бывший часовщик и коллекционер произведений искусства Юрген Абелер из Вуппертальского часового музея делает вывод о часах-помандер в своей книге: «Так что если какие-либо из сохранившихся часов вообще должны быть связаны с личностью Петера Хенляйна, это могут быть только эти часы в помандере».

## Историческое влияние часов
Систематизированные знания древнейшей известной цивилизации Шумера, такие как знания астрономических вычислений и математики (шестнадцатеричная система счисления для измерения времени, географических координат и углов, 60 секунд в минуте и 60 минут в часу, 360 градусов, и т. д.) были сохранены и получили дальнейшее развитие во время т. н. Золотого века Ислама, что привело к совершенствованию механических часов и изобретению первых носимых часов в Нюрнберге. Это процесс, охватывающий широкий исторический период времени.
Одной из первых культурно-исторических знакомств европейцев с технологиями Востока были механические водяные часы аббасидского халифа Багдада Харуна аль-Рашида (правил в 786—809 годах н. э.) отправленные в качестве одного из подарков императору Священной Римской империи Карлу Великому по случаю его коронации в 800 году н. э., в Аахене. Т. н. Дом Мудрости, интеллектуальный центр в столице халифатов Багдаде, и ученые исламского золотого века начали оказывать влияние на мировую цивилизацию и ее открытия с переводов (Движение переводов) и развития древних знаний и открытий, хранящихся в древних текстах: от одного из самых влиятельных текстов всех времен Альмагеста Птолемея (100—170 НЭ) до знаменитой Книги знаний гениальных механических устройств мусульманского эрудита Исмаила Аль-Джазара 1206 года, в которой описано около сотни механических устройств.
Широко раскинувшаяся сеть мусульманских халифатов, связанная с всемирно известными торговыми путями, в основном Шелковым путем из Китая в Кордовский Халифат и Аль-Андалузскую Испанию, была не только важнейшим торговым путем, но и сетью передачи знаний. Широкая сеть обусловила необходимость иметь навигационные устройства, такие как астролябии, которые были завезены в Европу из мусульманской Испании в начале 12 века. В то же время андалузский математик и астроном Аль-Муради написал технологическую рукопись «Kitāb al-asrār fī natā'ij al-afkār» («Книга секретов, полученных в результате размышлений»). В рукописи содержится информация о «Часах замка и газели» и многих других видах сложных часов и механических устройств.
Астроном и математик немецкого Возрождения Региомонтан, на которого повлияли годы итальянской эпохи Возрождения, отправился в Нюрнберг и наверняка повлиял на круг гуманистов и ученых, окружавших Петера Хенляйна. Он известен созданием первой обсерватории в Германии, в Нюрнберге. Во времена проживания Петера Хенляйна во францисканском монастыре в Нюрнберге Региомонтан поддерживал множество разных ученых и очень образованных людей. Например, монах Фридрих Краффт построил в этом монастыре сложный астрологический центр. Таким образом, Петер Хенляйн, изобретатель часов, познакомился не только с новыми техниками и инструментами, но и с духовной и интеллектуальной средой ремесленничества. Самые первые средневековые европейские часовщики были католическими монахами.
Идея сделать часы меньше и портативней всегда была проблемой для часовщиков. Петер Хенляйн является изобретателем не столько портативных часов, сколько носимого устройства измерения времени; карманных часов, самого компактного персонализированного устройства хронометража своего времени. Сочетая в себе восточный символ статуса — помандер (или ароматное яблоко) с миниатюрным часовым механизмом, его изобретение изменило способ измерения времени. Исторически, карманные часы были созданы в то же время, когда Леонардо Да Винчи написал Мону Лизу.

### Сноски
a. Высказывание (Nürnberger Witz) на немецком: Nürnberger Witz und Tand sind durch die Welt bekannt. (Нюрнбергские шутки и танды известны во всем мире)
b. Поговорка тех лет на немецком: Hätt' ich Venedigs Macht und Augsburger Pracht, Nürnberger Witz, Straßburger Geschütz und Ulmer Geld, wär ich der Reichste in der Welt. (Если бы у меня были власть Венеции и великолепие Аугсбурга, шутка Нюрнберга, страсбургское оружие и деньги Ульмера, я был бы самым богатым в мире.)
c. Перевод Иоганн Кохлеус: Питер Хеле, еще молодой человек, создает работы, которыми восхищаются даже самые опытные математики. Он создает многоколесные часы из маленьких кусочков железа, которые в течение сорока часов ходят и отбивают часы без гирь, независимо от того, носятся ли они на груди или в сумочке.
d. Ни в одном источнике мы не найдем описания носимых часов, созданных раньше — в соответствии с более старыми источниками, и до повторного появления часов, предыдущий предполагаемый год это 1504 или 1510
e. Что касается предположения, что первые часы могли быть созданы во время пребывания Хенляйна в монастыре, среди прочего есть и письмо монахини Фелиситас Грундхеррин в качестве доказательства. В нем она выражала желание, чтобы ей послали «orrlei» [перев..: карманные часы] ради ее развлечения.
f. Цитата из Neudörfers 1547:(…) so die kleinen Uhrlein in die Bisam Köpf zu machen erfunden — перевод: так изобрел маленькие часы, размером с голову ондатры
g. Оригинал слов (Walhalla мемориал): Изобретатель мешочных часов Адальберт Мюллер также написал в 1884: Он слесарь, живет в городе Нюрнберге, который веками выделялся своим мастерством и изобретательностью.